# Contea di Bryan (Oklahoma)
La contea di Bryan (in inglese Bryan County) è una contea dello Stato dell'Oklahoma, negli Stati Uniti. La popolazione al censimento del 2000 era di 36 534 abitanti. Il capoluogo di contea è Durant.

## Centri abitati
| - Achille - Armstrong - Bennington - Bokchito - Caddo | - Calera - Cartwright - Colbert - Durant - Hendrix | - Kemp - Kenefic - Mead - Platter - Silo |